# Itame orientis
Itame orientis är en fjärilsart som beskrevs av Ferguson 1953. Itame orientis ingår i släktet Itame och familjen mätare. Inga underarter finns listade i Catalogue of Life.